# Arbeitskreis Christinnen und Christen in der SPD
Der Arbeitskreis Christinnen und Christen in der SPD (AKC) ist eine Interessensvereinigung innerhalb der Sozialdemokratischen Partei Deutschlands (SPD). Sprecherinnen sind die Bundestagsabgeordnete Kerstin Griese und die ehemalige Bundestagsabgeordnete Karin Kortmann.

## Geschichte
Seit Entstehung der Sozialdemokratie in Deutschland gab es einen mehr oder minder starken Zweig der Christlichen Sozialisten. Parteiunabhängig schlossen sich viele im Bund der Religiösen Sozialistinnen und Sozialisten Deutschlands BRSD zusammen. Der BRSD hatte bis 1933 10.000 bis 25.000 Mitglieder. Politisch standen die Anhänger des BRSD überwiegend der SPD nahe.
Der AKC war bis 2007 ein Arbeitskreis auf Bundesebene als lockerer Zusammenschluss ehrenamtlich Engagierter. Er war zunächst konfessionell in einen evangelischen und einen katholischen Teil getrennt. Mit dem Umzug der Bundesregierung nach Berlin wurde er ökumenisch. Anfang Januar 2008 wurde der AKC vom SPD-Parteivorstand als Arbeitskreis offiziell anerkannt.

## Struktur
Auf ihrer Klausurtagung 2008 gaben sich die Aktiven eine neue Struktur. Einmal jährlich finden mittlerweile eine inhaltliche Jahrestagung mit anschließender Vollversammlung, in Kooperation mit der SPD-Bundestagsfraktion, statt. Auf den Vollversammlungen wurde zunächst ein vierköpfiger Sprecherkreis gewählt. Seit 2014 wird ein sechsköpfiger Vorstand, an dessen Spitze zwei Sprecher stehen, gewählt. Außerdem werden Teams und Projektgruppen zur Vorbereitung der Aktivitäten auf den Kirchen- und Katholikentagen eingesetzt. Die Geschäfte des AKC werden vom Referat für Kirchen und Religionsgemeinschaften beim SPD-Parteivorstand geführt. Zudem findet ein Austausch mit den Kirchen statt.
Seit 2024 besteht der Sprecherkreis aus den Sprecherinnen Kerstin Griese und Karin Kortmann. Ihre Stellvertretung übernehmen Bjarne Brakensiek, Lena Wallraf, Diana Stachowitz, Johannes Claßen, Andreas Weigel und Lars Castellucci.